# طيور الوقواق وأشباهها
طيور الوقواق وأشباهها (الاسم العلمي: Cuculi) هي رتيبة من الطيور تتبع رتبة الواقواقيات من طائفة الطيور.

## التصنيف
- طيور الوقواق
  - الكوكالاوات